# Battaglia di Møn
La battaglia di Møn (citata nella storiografia italiana anche come Moen o collocata presso Warnemünde o Fehmarn) fu un combattimento navale tra dano-norvegesi e svedesi, che ebbe luogo, nell'ambito della guerra di Scania, al largo della costa meridionale dell'isola omonima, sul mar Baltico, l’11 giugno 1677 (data secondo il calendario gregoriano usato ai giorni nostri, ossia il 1º giugno 1677 di quello giuliano).

## Le forze navali
L'11 giugno 1677, durante la guerra di Scania, al largo tra Warnemünde-Gjedser (od. Gedser), l'ammiraglio danese Niels Juel al comando di una squadra navale di 8 vascelli, 5 fregate e 2 galee, intercettò la squadra svedese dell’ammiraglio Erik Carlsson Sjöblad composta da 2 vascelli, 6 fregate e 3 brigantini, che da Gotemburgo (od. Göteborg), passando per il Grande Belt, desiderava riunirsi col grosso della flotta ad Est. Juel nelle due ore di combattimento che ne seguirono presso l’isola di Moen (Møn), inflisse una grave sconfitta agli svedesi i quali persero 7 unità, 1 500 uomini e videro la cattura di Sjöblad.